# SN 2003fi
SN 2003fi – supernowa typu Ia odkryta 24 maja 2003 roku w galaktyce A141839+5236. W momencie odkrycia miała maksymalną jasność 23,20m.